# Ich bin ein Elefant, Madame
Ich bin ein Elefant, Madame ist ein deutscher Spielfilm aus dem Jahre 1969; er war der erste Kinofilm des bekannten Theaterregisseurs Peter Zadek.

## Handlung
Der Film basiert auf dem Roman Die Unberatenen von Thomas Valentin (1963) sowie einer vorhergegangenen TV-Inszenierung des Romans unter seinem Originaltitel von 1966 durch Peter Zadek, und paraphrasiert die Studentenrevolte der 1960er Jahre. Der Schüler Rull probt an einem Gymnasium in Bremen den Aufstand und versucht, die autoritären Strukturen seiner Schule zu durchbrechen. Es entsteht eine humorvolle Protestbewegung, die eine demokratische Schulform verlangt. Der Film zeigt dabei die Schüler während des Unterrichts und in ihrem Privatleben. Er entlarvt die Lehrer, die sich an der althergebrachten Form von Schule festklammern. Gleichzeitig versuchen die Schüler, die fortschrittlichen Lehrer auf ihre Seite zu bringen.

## Hintergrund
Peter Zadek war in den 1960er Jahren Hausregisseur der Städtischen Bühnen Bremen unter Intendant Kurt Hübner, der auch in diesem Film eine kleine Rolle übernommen hatte. Der Titel des Films persifliert das Lied Ich küsse Ihre Hand, Madame. Der Film wurde am Alten Gymnasium in Bremen (im damaligen Gebäude an der Dechanatstraße) gedreht.

## Kritiken
„Stilsicher gefaßte Zeitkritik, die die allgemeine Standpunktsuche zwischen den extremen Positionen von Autoritätsbeharren und sozialrevolutionärem Bewußtsein und die damit verbundenen Identitätskrisen, teils mit schockierenden Mitteln, zu spiegeln versucht.“

„Ein ebenso engagiertes wie formal reizvolles Filmpamphlet gegen die autoritäre Gesellschaft von dem ehemals wilden Theatermacher.“

„Ein gedanklich bedeutender und politisch aktueller Film, der am Beispiel des Lehrer-Schüler-Konflikts Schwächen unserer Gesellschaftsstruktur aufzeigt. Ohne Rücksicht auf künstlerisch-ästhetische Einheitlichkeit zweckhafte Anwendung der unterschiedlichsten formalen Mittel, um die gewollte Wirkung zu erreichen. Als Diskussionsfilm geeignet und ab 18 zu empfehlen.“

## Auszeichnungen
Der Film lief im Wettbewerb der Berlinale 1969 und gewann einen Silbernen Bären. Zadek erhielt für seine Regie außerdem den Bundesfilmpreis in Gold. Für seine darstellerische Leistung erhielt diesen Preis ebenfalls der Jungschauspieler Wolfgang Schneider (Bester Nachwuchsschauspieler).